# Linda Williams
Linda Lorelle Williams, född 18 december 1946 i San Francisco, Kalifornien, död 12 mars 2025 i Lafayette, Kalifornien, var en amerikansk professor i filmvetenskap. Hon verkade mestadels vid avdelningen för filmstudier och retorik vid University of California, Berkeley. Hennes akademiska verksamhet kretsade främst kring definitionen hos och förekomsten av vissa filmgenrer, och hennes bok Hard Core (1989) var ett pionjärverk omkring pornografisk film.

## Biografi
Williams tog 1969 examen vid Berkeley i ämnet jämförande litteratur. Hon blev därefter filosofie doktor vid University of Colorado på avhandlingen Figures of Desire: A Theory and Analysis of Surrealist Film. Hon verkade åren 1977 till 1983 som biträdande lektor i engelska vid University of Illinois Chicago i Chicago, innan hon 1984 tillträdde en tjänst som lektor vid samma universitet. Från 1989 fungerade hon som professor i filmvetenskap vid University of California i Irvine, där hon senare även haft andra roller. År 1997 övergick hennes yrkesverksamhet till den som professor i filmvetenskap och retorik vid University of California, Berkeley. Två år senare utsågs hon där även till fakultetsansvarig för programmet för filmvetenskap. Även som professor emerita fortsatte Evans sin verksamhet som gästföreläsare vid olika institutioner i USA och utomlands.

## Akademisk verksamhet
Under senare delen av hennes karriär kretsade hennes akademiska verksamhet bland annat kring filmhistoria, filmgenrer, melodram, pornografi, feminism och bildkultur, med betoning på kvinnor, genus, ras och människans sexualitet.
1989 presenterade hon Hard Core: Power, Pleasure and the Frenzy of the Visible ('Hårdporr: Makt, njutning och det synligas frenesi'), en kontroversiell men banbrytande studie av pornografisk film. Boken, den första som i detalj analyserade den pornografiska filmens historia och former, kom i en utökad upplaga 1999. I boken argumenteras för att pornografi inte är en utan flera olika saker, och i sin genomgång nyttjar hon kulturteorier, feministiska, marxistiska och psykoanalytiska teorier.
I sin behandling av filmgenrer menade Linda Williams att skräckfilm, melodram och pornografi faller inom kategorin "kroppsgenrer" (engelska: "body genres"), eftersom alla tre är utformade för att väcka fysiska reaktioner hos betraktaren. Skräckfilm är gjord för att generera kalla kårar längs ryggraden, vitnande knogar och en skräckslagen blick (ofta i samband med bilder av blod); melodramer ska skapa sympati (ofta genom uppvisandet av tårar); pornografi är utformat för att uppväcka sexuell upphetsning (ofta genom bilder av ejakulationer). Williams anser att en stor del av det pornografiska uttrycket, och formen den tar, beror på distansen mellan skådespelarna och deras publik. Sålunda menar hon att pornografins utseende till stor del är ett resultat av och kompensation för distansen mellan betraktaren och den betraktade.
Boken ledde till att Williams blev en flitigt anlitad gästföreläsare. Detta skedde i ett successivt mer varierat diskussionsklimat där den starkt porrkritiska radikalfeminismen under 1990-talet inte alltid hade tolkningsföreträde.
Sedan Williams pionjärverk med Hard Core har det inom sexologin kommit ett antal akademiska texter omkring pornografi och pornografisk film. 2014 lanserades den vetenskapliga engelskspråkiga kvartalstidskriften Porn Studies, tryckt hos Routledge i Storbritannien, och när den lanserades blev den föremål för stor uppmärksamhet på grund av sitt ämne. Williams har debatterat omkring valet av titel på tidskriften, vilken enligt henne kan riskera den nödvändiga akademiska distansen till sitt ämne; själv hade hon föredragit den mer akademiska benämningen Pornography Studies ('Pornografivetenskap').